# 99 Carinae
99 Carinae (d Carinae) é uma estrela na direção da Carina. Possui uma ascensão reta de 08h 40m 37.04s e uma declinação de −59° 45′ 39.7″. Sua magnitude aparente é igual a 4.31. Considerando sua distância de 1411 anos-luz em relação à Terra, sua magnitude absoluta é igual a −3.87. Pertence à classe espectral B1.5III. É uma estrela variável Beta Cephei.